# Premios Empresariales San Juan
Los Premios Empresariales San Juan son unos galardones que se entregan anualmente en la ciudad española de Albacete durante sus fiestas de San Juan.
Creados en el año 2000, son otorgados por la Confederación de Empresarios de Albacete (FEDA) para reconocer a las mejores empresas y empresarios de Albacete. El evento tiene lugar en el Palacio de Congresos de Albacete.
Son doce premios, además de las menciones: Empresa Familiar, Empresa en Nuevas Tecnologías e Innovación, Empresa Exportadora, Empresa Inversora en Calidad, Medio Ambiente y Prevención de Riesgos Laborales, Joven Empresario, Mujer Empresaria, Empresa Tradicional, Asociación Empresarial, Premio a la Promoción de Albacete, Premio a la Iniciativa Emprendedora, Premio a la Responsabilidad Social y Premio al Mérito Empresarial.